# ハ9 (エンジン)
ハ9は1930年代後半に川崎航空機が製造した航空機用水冷・液冷V型12気筒エンジンである。主に陸軍で使用されている。海軍名称はない。本項ではハ9を含む川崎BMW式V型12気筒航空発動機の各モデルについて述べる。

## 概要
川崎航空機はドイツのBMWが開発したBMW VI（液冷V型12気筒）をBMW-6（水冷V型12気筒）として1927年よりライセンス生産を行ったが、独自に改良を重ねて出力向上を行い、1935年に最終発展型としてハ9を生み出した。
エンジンの基本構成は第一次大戦期の標準的なもの、すなわち原型となったBMWIII型エンジンの構成をハ9も継承していた。シリンダーブロックを使用せず各気筒が独立しており、材質にはアルミニウムを使わず全鋼製だった。動弁装置はオーバーヘッドカムシャフトではあるもののシリンダーヘッドはカバーに覆われず剥き出しで、1930年代には既に旧式になりつつあった。

### ハ9開発まで
BMW VI は1920年代後半から30年代前半のドイツの主要航空エンジンの1つであり、BMW IV（水冷直列6気筒）を二列に並べてV型12気筒エンジンとしたものである。1927年9月川崎航空機による国産化で陸軍制式エンジン「べ式四五〇馬力発動機」（BMW-6）として採用された。べ式のベはBMW（ベーエムヴェー）の頭文字である。
後にべ式四五〇馬力発動機（BMW-6）は川崎で改良されて「べ式五〇〇馬力発動機」へと発展。べ式五〇〇馬力発動機には一型（BMW-6改 水冷V型12気筒 630 hp）と、二型（BMW-7 水冷V型12気筒 750 hp）がある。この系列を更に発展させたのがBMW-8とBMW-9である。
BMW-8はBMW-7とほぼ同じ物で、民間機に使われている。
BMW-7・8は川崎独自の型式であって、本家BMWにもBMW VII・VIIIという型式は存在するが、互いに技術的には無関係である。ただ川崎側が形式名が符合するようにBMW側に合わせていたとは考えられる。BMW-8はそのために（本家BMW VIIIと数字を合わせるために）、BMW-7とほとんど違いがないにもかかわらず、シリーズに加えられたと想像される。
1930年に本家BMWにおいて過給機付きのBMW IXが開発されると、川崎はその新技術を技術提携により逸早く導入し自社製エンジンに組み込み、1933年に最初の過給機付き水冷エンジンである「べ式七〇〇馬力発動機」（BMW-9）を独自開発する。ただし、BMW-9はBMW IXのライセンス生産版ではない。
だが、熟成していない技術の拙速な導入が仇となる。参考にした本家BMWの過給機の設計の拙さのせいか、BMW-9は初期故障が多発し、短期間の製造で終わる。BMW-9はそれ以前の型式に対し信頼性が大きく低下した。

### ハ9と改称
川崎ではその後も、ユンカースから箱型過給機を購入し研究するなど、過給機を改良し続け、BMW-9はBMW-9IIへと発展する。1933年にエンジンにハ番号呼称制度が導入されると、BMW-9シリーズより後はハ9と改称される。
ハ9シリーズは無理を重ねて出力を向上させてきたために、性能は限界に近く、機械的信頼性は低かった。気化器は降流式（ダウンドラフト式）であり、遠心圧縮式過給機に直結されていた。
ハ9シリーズは大きく、ハ9-I、ハ9-II にわけられ、ハ9-II はさらに、甲・乙・丙にわけられる。
BMW-6 - ハ9-Iまでは水冷方式である。ハ9-II甲は水冷・液冷兼用方式で、ハ9-II乙・丙は液冷方式である。
ハ9-II甲は「川崎九五式八〇〇馬力発動機」、ハ9-II乙は「川崎九八式八〇〇馬力発動機」とも呼ばれ、ハ9-II丙も存在はするものの、試作エンジンで終わっている。
ハ9-II乙は五式中戦車にも550 hpにデチューンして流用されている。戦車用の物はインタークーラーなどの付加部品のためか、エンジン重量が1.9 tに増えている。
また、五式中戦車より前にも、BMW-6 - ハ9系列の内、どの種類かは不明だが、オイ車の搭載エンジンに、川崎BMW水冷V型12気筒600 hpエンジンが2基、計24気筒のツインエンジンが搭載されている。

### ハ9の限界と後継機の登場
改良を重ね出力向上を図ってきたBMW-6 - ハ9系列であったが、最高出力950馬力ほどでとうとう限界に達し、後継の1,000馬力級エンジンである、ダイムラー・ベンツの開発したDB 601のライセンス国産版 ハ40に道を譲ることとなった。
総括として当時の日本の工業技術が全体的に未熟だったためかBMW-6 - ハ9系列は故障が多く、水冷・液冷エンジンを完全に物にできたとは言い難かった。

## 性能諸元（ハ9）
- 形式： 水冷・液冷V型12気筒
- ボア×ストローク： 160 mm×170 mm
- 排気量： 42.4 L
- 圧縮比： 6.5
- 出力： 850 hp（ハ9-II甲・乙 離昇出力）、900 hp（ハ9-II丙 離昇出力）
- 全長：
  - ハ9-I： 1,890 mm
  - ハ9-II甲： 2,035 mm
  - ハ9-II乙： 2,150 mm
  - ハ9-II丙： 2,064 mm
- 全幅：
  - ハ9-I： 846 mm
  - ハ9-II甲： 780 mm
  - ハ9-II乙： 780 mm
  - ハ9-II丙： 805 mm
- 全高： 約1,100 mm
- 乾燥重量：
  - ハ9-I： 560 kg
  - ハ9-II甲：
  - ハ9-II乙：
  - ハ9-II丙： 580 kg

## 生産台数
| 名称                     | 製作期間  | 台数 | 備考       |
| ------------------------ | --------- | ---- | ---------- |
| 川崎BMW6型450HP発動機    | 1927-1933 | 950  | 陸軍に転換 |
| 川崎BMW6型500HP1型発動機 | 1932-1933 | 500  |            |
| 川崎BMW6型500HP2型発動機 | 1932-1933 | 500  |            |
| 川崎BMW9型700HP2型発動機 | 1932-1933 | 350  |            |
| 「ハ-9」2型甲発動機      | 1935-1938 | 600  |            |
| 「ハ-9」2型乙発動機      | 1937-1940 | 860  |            |
| 「ハ-9」2型丙発動機      | 1938-     | 2    | 試作       |
| 航研長距離機用特殊発動機 | 1937      | 3    |            |

製作期間と生産台数は『川崎重工業株式会社社史』（1959年）による。

## 主な搭載機
- べ式四五〇馬力発動機（BMW-6 公称450 hp）： 八七式重爆撃機、八八式偵察機、八八式軽爆撃機
- べ式五〇〇馬力発動機一型（BMW-6改 630 hp）： 九二式戦闘機 一型
- べ式五〇〇馬力発動機二型（BMW-7 750 hp）： 九二式戦闘機 二型
- べ式六〇〇馬力発動機（BMW-8）： 川崎A-6型通信機、川崎C-5型高速度通信機
- べ式七〇〇馬力発動機（BMW-9）： 九三式単軽爆撃機
- べ式七〇〇馬力発動機（BMW-9II 755 hp）： 九三式単軽爆撃機
- ハ9-I： キ5、九二式重爆撃機
- ハ9-II甲（九五式八〇〇馬力発動機）： 九五式戦闘機、キ28
- ハ9-II乙（九八式八〇〇馬力発動機）： キ10性能向上第二案型、九八式軽爆撃機、五式中戦車
- ハ9-II丙（試作エンジン）：搭載機不明
- 航研長距離機用特殊発動機：航研機の搭載エンジンとして、陸軍から借り受けたハ9-II乙[注釈 1]を希薄燃焼エンジンに改造したもの。過給機を取り去り、耐久性向上のため各部が改造された。気化器には中島二連八八甲型を使用した[4]。

## 現存するハ9
現在ハ9-II乙の現物が、慶應義塾大学矢上台講義教室棟ロビー（2011年9月から青森県立三沢航空科学館に貸与）と、東京八王子の日野オートプラザに展示されている。